# Henry Felsen
Henry Gregor Felsen (n. 16 august 1916, New York City, New York, SUA – d. 2 martie 1995) a fost un scriitor american. A scris și sub pseudonimul Angus Vicker.

## Lucrări
- Felsen, Henry Gregor (1942). He's in Submarines Now. McBride.
- Felsen, Henry Gregor (1942). He's in the Coast Guard Now. McBride.
- Felsen, Henry Gregor (1942). Jungle Highway. E.P. Dutton & Company.
- Felsen, Henry Gregor (1942). Navy Diver. E.P. Dutton & Company.
- Felsen, Henry Gregor (1942). Struggle is Our Brother. E.P. Dutton & Company.
- Felsen, Henry Gregor (1942). Submarine Sailor. E.P. Dutton & Company.
- Vicar, Henry (1942). The Company Owns the Tools. Westminster Press.
- Felsen, Henry Gregor (1943). Pilots All. Harper.
- Felsen, Henry Gregor (1943). Some Follow the Sea. E.P. Dutton & Company.
- Felsen, Henry Gregor (1947). Bertie Comes Through. E.P. Dutton & Company.
- Felsen, Henry Gregor (1947). Flying Correspondent. E.P. Dutton & Company.
- Felsen, Henry Gregor (1948). Bertie Takes Care. E.P. Dutton & Company.
- Felsen, Henry Gregor (1949). Bertie Makes a Break. E.P. Dutton & Company.
- Felsen, Henry Gregor (1950). Davey Logan, Interne. E.P. Dutton & Company.
- Felsen, Henry Gregor (1950). Hot Rod. E.P. Dutton & Company. ISBN 978-0525322450. Arhivat din original la 26 martie 2012. Accesat în 1 noiembrie 2011.
- Felsen, Henry Gregor (1952). Cub Scout at Last!. Scribners.
- Felsen, Henry Gregor (1952). Two and the Town. Charles Scribner's & Sons.
- Felsen, Henry Gregor (1953). Doctor, It Tickles!. Prentice-Hall.
- Felsen, Henry Gregor (1953). Street Rod. Random House.
- Felsen, Henry Gregor (1954). Anyone for Cub Scouts?. Charles Scribner's & Sons.
- Vicker, Augus (1954). Fever Heat. Dell. ISBN 978-0917473098.
- Felsen, Henry Gregor (1954). The Cup of Fury, AKA Rag Top. Random House. ISBN 978-0917473081.
- Felsen, Henry Gregor (1955). The Boy Who Discovered the Earth. Charles Scribner's & Sons.
- Felsen, Henry Gregor (1956). Medic Mirth. Ace Books.
- Felsen, Henry Gregor (1958). Crash Club. Random House.
- Felsen, Henry Gregor (1960). Boy Gets Car, AKA Road Rocket. Random House. ISBN 978-0394909769.
- Felsen, Henry Gregor (1962). Letters to a Teen-Age Son. Dodd, Mead & Company.
- Felsen, Henry Gregor (1964). To My Son, the Teen-Age Driver. Dodd, Mead & Company.
- Felsen, Henry Gregor (1965). Here is Your Hobby: Car Customizing. G. P. Putnam's & Sons.
- Felsen, Henry Gregor (1966). A Teen-Ager's First Car. Dodd, Mead & Company.
- Felsen, Henry Gregor (1966). Why Rustlers Never Win. Scholastic Book Service.
- Felsen, Henry Gregor (1967). To My Son in Uniform. Dodd, Mead & Company. ISBN 978-0396054689.
- Felsen, Henry Gregor (1971). The Spaceman Cometh. Perfection.
- Felsen, Henry Gregor (1971). Necktie Party, The and Some Other Comic Western Tales. Perfection.
- Felsen, Henry Gregor (1971). Why Outlaws Rue the Day, The Little Texas Stranger, Why Banks is Robbed in Texas. Perfection.
- Felsen, Henry Gregor (1976). Living With Your First Motorcycle. G. P. Putnam's & Sons. ISBN 978-0399609787.
- Felsen, Henry Gregor. Can You Do It Until You Need Glasses: The Different Drug Book. Dodd, Mead & Company        1977. ISBN 978-0396074830.

## Traduceri în română
- Pe planeta Adnaxas nu sunt copaci, povestire, în Almanahul Anticipația 1983
- Orkadia, povestire, în CPSF nr. 386

## Legături externe
- Site web oficial
- Henry Gregor Felsen bibliography
- University of Iowa Papers of Henry Gregor Felsen
- The Iowan Books – Hot Rod, new edition http://www.iowan.com/shop